# Blyberg
Blyberg ist ein Ort (Småort) der Gemeinde Älvdalen in der schwedischen Provinz Dalarnas län und der historischen Provinz Dalarna.
Der Ort ist liegt 13 Kilometer südöstlich von Älvdalen sowie 27 Kilometer von Mora entfernt am Österdalälven. An Blyberg führt der riksväg 70 sowie die Strecke des Wasalaufes vorbei. Der Bahnhof an der Älvdalsbahn wird nur noch im Güterverkehr bedient.